# 매디슨 비티
매디슨 비티(Madisen Beaty, 1995년 2월 28일 ~ )는 미국의 배우, 디스크 자키이다.

## 출연 작품

### 영화
- 벤자민 버튼의 시간은 거꾸로 간다 (2008) - 10세의 데이지 퓰러 역
- 마스터 (2012) - 도리스 솔스테드 역
- 제이미 막스는 죽었다 (2014)
- 클로브히치 킬러 (2018)
- 원스 어폰 어 타임... 인 할리우드 (2019) - 퍼트리샤 크렌윙클("케이티") 역
- 세이안스 (2021)

### 텔레비전
- 아이칼리 (2010)
- 판타스틱 패밀리 (2010)
- NCIS (2010)
- 포스터 가족 (2013-18)
- 더 매지션스 (2018-19)